# Thraupis glaucocolpa
Thraupis glaucocolpa là một loài chim trong họ Thraupidae.